# Nice & Smooth (album)
Nice & Smooth è l'album di debutto dell'omonimo duo hip hop statunitense, pubblicato il 16 maggio 1989. L'album è prodotto da Fresh e Sleeping Bag Records. Nel 1994 è ripubblicato da Priority Records ed è commercializzato per il mercato britannico da Virgin. Negli anni 2011 e 2017 è nuovamente pubblicato sotto l'etichetta Priority.
Nice & Smooth raggiunge il ventiseiesimo posto nella classifica statunitense delle produzioni hip hop ed è votato con tre stelle e mezzo su cinque da AllMusic. Nel 1998, la rivista The Source lo inserisce nella sua lista dei 100 migliori album hip hop.
| Recensione | Giudizio |
| ---------- | -------- |
| AllMusic   | [ 2 ]    |

## Tracce
Testi e musiche sono di Nice & Smooth.
1. Early to Rise – 2:35
2. Something I Can't Explain – 6:05
3. Perfect Harmony – 2:58
4. We Are No. 1 – 3:34
5. No Delayin' – 3:37
6. Funky for You – 3:57
7. Skill Trade – 4:55
8. More and More Hits – 4:00
9. Ooh Child – 2:39
10. Hit Me – 2:57
11. Gold – 2:42
12. Dope Not Hype – 3:57
13. Nice & Smooth – 4:07
14. Dope on a Rope – 3:25
15. Sum Pimped Out Shit – 3:04

Durata totale: 54:32

## Classifiche

### Classifiche settimanali
| Classifica (1990)         | Posizione massima |
| ------------------------- | ----------------- |
| US Top R&B/Hip-Hop Albums | 26                |